# ميشيلوب ألترا أرينا
ميشيلوب ألترا أرينا (بالإنجليزية: Michelob Ultra Arena)‏، سابقا مركز أحداث ماندالاي باي (بالإنجليزية: Mandalay Bay Events Center)‏، هي ساحة داخلية متعددة الأغراض تتسع لـ12،000 مقعد في منتجع وكازينو ماندالاي باي، وتقع في لاس فيغاس ستريب في بارادايس، نيفادا.